# Avro 748
Die Avro 748 ist ein Kurzstrecken-Turboprop-Verkehrsflugzeug des britischen Herstellers Avro. Der Ganzmetall-Tiefdecker verfügt über ein Einziehfahrwerk und eine Druckkabine. Nach der Übernahme von Avro durch Hawker Siddeley wurde der größte Teil der Produktion als Hawker Siddeley HS 748 weiter hergestellt.

## Geschichte
Avro begann mit dem Entwurf 1958, als man sich entschloss, aufgrund der geänderten Militärdoktrin auf den zivilen Markt zurückzukehren. Der erste Entwurf sollte ein 20-sitziges Zubringerflugzeug sein. Marktforschungen ergaben jedoch, dass ein moderner Ersatz der Douglas DC-3 mit Kurzstarteigenschaften einen Markt von etwa 380 Maschinen erschließen würde. Damit stand man im Wettbewerb zur in der Entwicklung schon weiter fortgeschrittenen Fokker F-27.
Nach dem Entschluss vom Januar 1959, die 748 auf eigenes Risiko zu entwerfen, fertigte Hawker Siddeley zwei Prototypen und zwei statische Testzellen. Der Entwurf übernahm dabei Teile von anderen Flugzeugen. So stammte die Druckbelüftung von der Vickers Vanguard und der Antrieb aus der Vickers Viscount. Die Rolls-Royce-Dart-Triebwerke wurden dabei in Gondeln auf den Tragflächen untergebracht, was ausreichend Bodenfreiheit für die Rotol-Propeller erbrachte. Das Hauptfahrwerk wurde in zusätzlichen Gondeln vor der Tragflächenkante untergebracht. Die Maschine war so konstruiert, dass sie unabhängig von Bodengeräten war. So besaß sie hydraulisch betätigte Zugangstreppen und eigenstartfähige Antriebe. Der Erstflug der Avro 748 (G-APZV) fand am 24. Juni 1960 mit Avro-Cheftestpilot James Gordon Harrison an Bord in Woodford statt. Der zweite Prototyp (G-ARAY) folgte am 10. April 1961 und wurde danach mit stärkeren Triebwerken ausgerüstet. Sie diente somit als Prototyp für die zweite Serie. Die erste Serie von 18 Maschinen wurde an die British Skyways Coach-Air (drei Maschinen), BKS Air Transport (zwei Maschinen) und die Aerolíneas Argentinas ausgeliefert. Zu diesem Zeitpunkt wurde Avro von Hawker Siddeley übernommen und die Maschine als Hawker Siddeley HS 748 weiterproduziert.
Die Series 2 mit höherem Startgewicht konnte ab 1961 198-mal verkauft werden. Es folgten noch kleinere Serien des Typs als Series 2A (71 Stück) und Series 2B (25 Stück). Die Avro 748 ist damit eines der erfolgreichsten britischen Zivilflugzeuge überhaupt. Sie wurde unter anderem von den australischen und brasilianischen Luftstreitkräften eingesetzt.
Sieben Maschinen wurden zwischen 1975 und 1994 als Kalibrierungsflugzeuge für Funknavigationsanlagen von der gemeinsamen Flugvermessungsstelle der Bundesanstalt für Flugsicherung und der Bundesluftwaffe betrieben. Sechs flogen ab 1981 für die DLT Deutsche Luftverkehrsgesellschaft.
Mitte der 1970er-Jahre wurde Hawker Siddeley Teil der British Aerospace. Der Typ wurde daraufhin in BAe 748 umbenannt und bis 1987 weitergebaut. Über 100 Maschinen befinden sich weltweit heute noch im Dienst, davon 60 bei der indischen Luftwaffe.

### HAL 748
Weitere 89 Exemplare wurden als HAL-748 von der indischen Hindustan Aeronautics in Lizenz gefertigt, wo die erste Maschine bereits am 1. November 1961 mit Testpilot Kapil Bhargava an Bord ihren Erstflug hatte. Die ersten vier Maschinen der Series 1 wurden aus britischen Komponenten gefertigt, die folgenden 85 der Series 2 komplett in Indien.

### HS 780

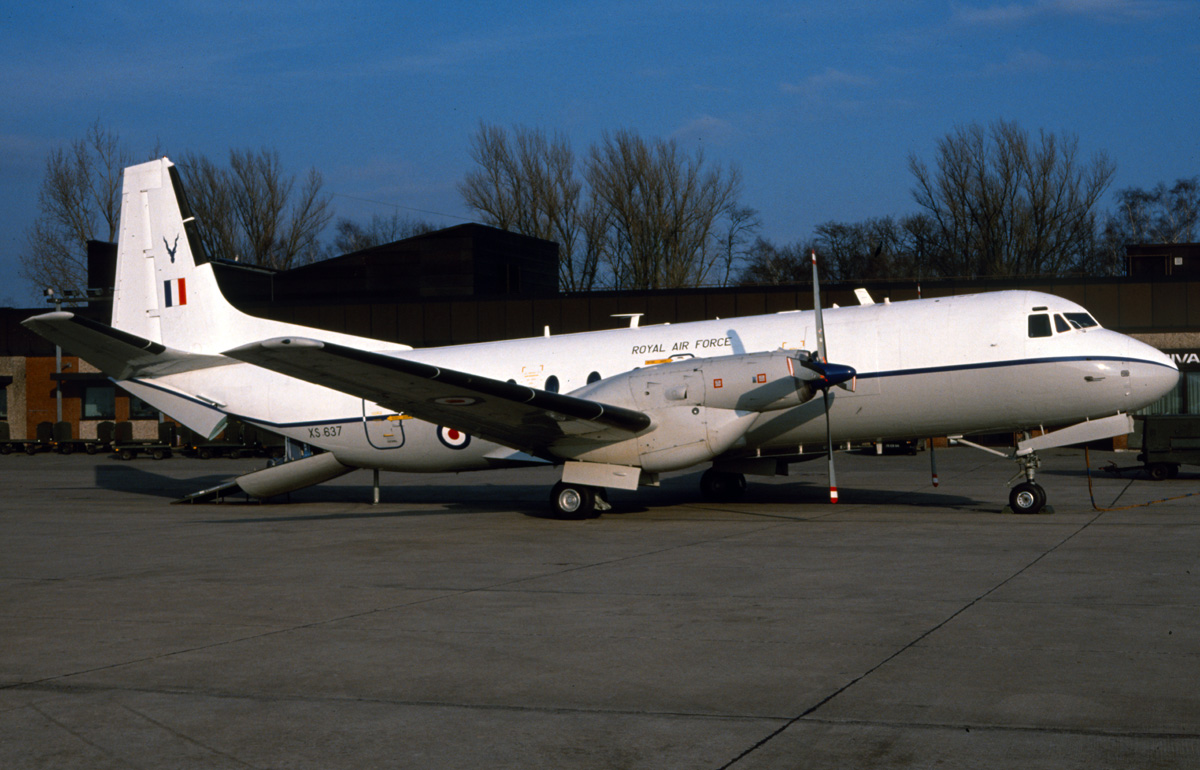
Eine HS 780 Andover C.1 der Royal Air Force in der „knienden“ Position, Gütersloh 1987

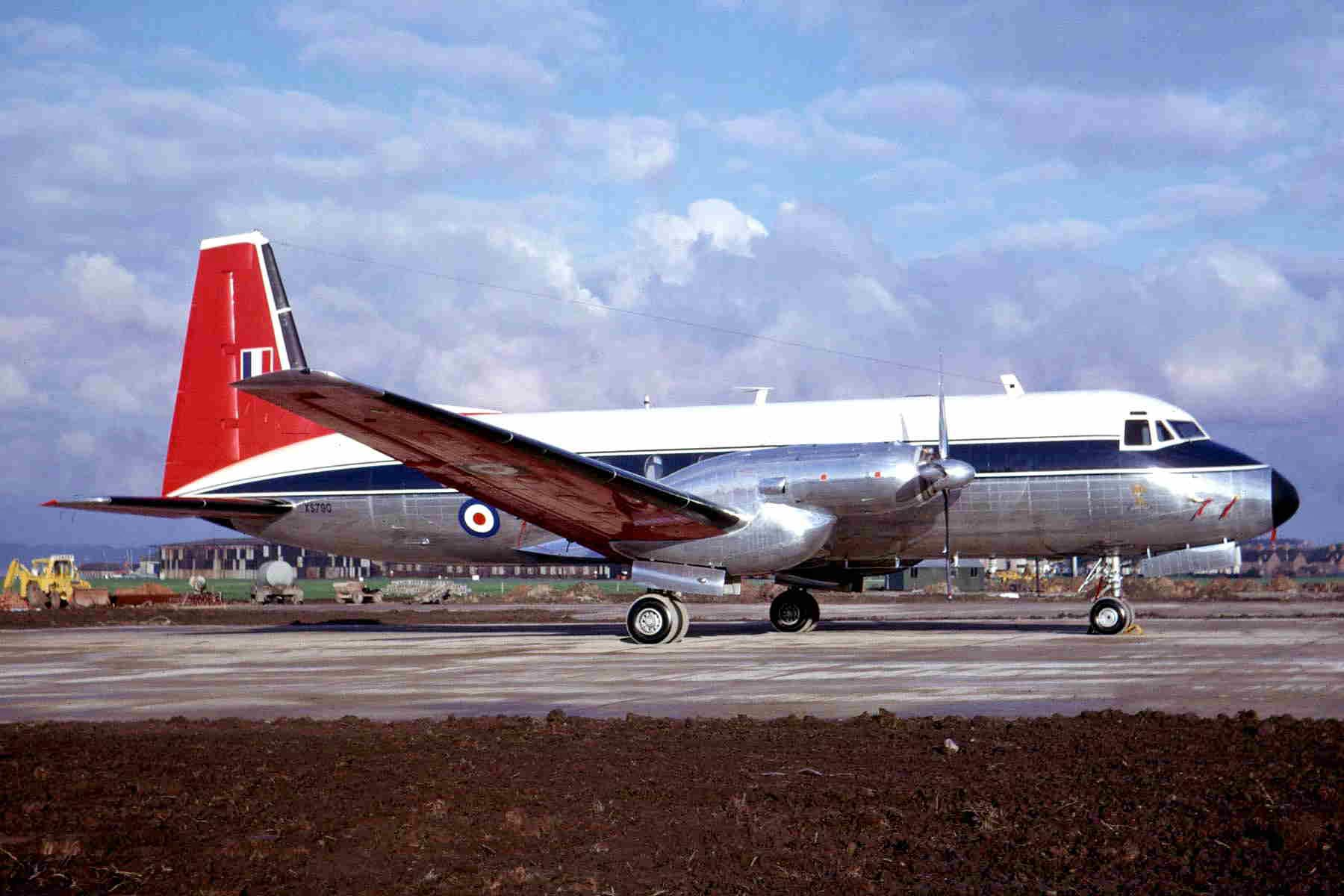
Zum Vergleich: Eine HS 748 Andover CC.2 des Queens Flight der Royal Air Force, Liverpool 1966

Für die Royal Air Force (RAF) entwickelte der Hersteller die um 3,35 Meter längere Variante HS 780 mit höhergesetztem Leitwerk, um eine Heck-Laderampe einbauen zu können. Das Hauptfahrwerk ist absenkbar, um eine flachere Neigung der Rampe beim Be- und Entladen zu ermöglichen („kniende Position“). Als Antrieb wurden die
Rolls-Royce Dart 301-Motoren gewählt, die mit 3245 shp (WPS) eine deutlich höhere Leistung lieferten als die der HS 748 mit 2280 WPS. Der Prototyp flog als umgebaute HS 748MF erstmals am 21. Dezember 1963, die erste Serienmaschine am 9. Juli 1965. Im Juni 1966 wurde das erste von 31 Flugzeugen an die RAF ausgeliefert.
Als einziger weiterer militärischer Betreiber kam später die Royal New Zealand Air Force hinzu, die ab 1976 zehn gebrauchte Maschinen von der RAF übernahm.
Diese Variante erhielt bei der RAF die Bezeichnung Andover C.1. Sie ist nicht zu verwechseln mit der Andover CC.2, bei der es sich um sechs Exemplare einer „normalen“ HS 748 in VIP-Version für die RAF handelt.
Neben der Umschuleinheit und der 46. Squadron, anfangs stationiert in RAF Abingdon und später in RAF Thorney Island, welche die Andover von 1966 bis 1975 flogen, stand diese Baureihe in Diensten zweier Staffeln in Übersee. Die 52. Squadron war ab Ende 1966 im Fernen Osten in RAF Seletar und später in RAF Changi (beide in Singapur) stationiert und im Mittleren Osten flog die 84. Squadron ab 1967 zunächst von RAF Khormaksar (Aden, Jemen) und später von RAF Muharraq (Bahrain) und RAF Sharjah (Vereinigte Arabische Emirate). Mit der Schließung der meisten britischen Militärbasen östlich von Suez wurden die Staffeln bereits 1969 bzw. 1971 wieder aufgelöst.
Einige umgebaute Exemplare wurden für Kalibrierflüge im Dienst der 115. Squadron von 1976 bis 1993 weitergeflogen. Anfangs lag diese Staffel in RAF Brize Norton und ab 1983 in RAF Benson. Daneben verstärkten einige Exemplare die (VIP-)Andover CC.Mk.2 in Diensten der 32. und 60. Squadron. Letztere unterstand der RAF Germany und war bis 1992 in RAF Wildenrath stationiert.
Insgesamt 16 gebrauchte Andover C.1 wurden an zivile Betreiber in Afrika verkauft, hauptsächlich in Äquatorialguinea, im Kongo und in Kenia. Die letzte noch fliegende HS 780 wurde im November 2015 bei einem Unfall in Malakal (Südsudan) irreparabel beschädigt und von ihrem in der Zentralafrikanischen Republik angesiedelten Betreiber abgeschrieben (siehe unter Zwischenfälle, HS 780).

## Versionen
Zu den Baureihenbezeichnungen der militärisch eingesetzten Varianten siehe die Informationen über das Bezeichnungssystem britischer Luftfahrzeuge.

### HS 748

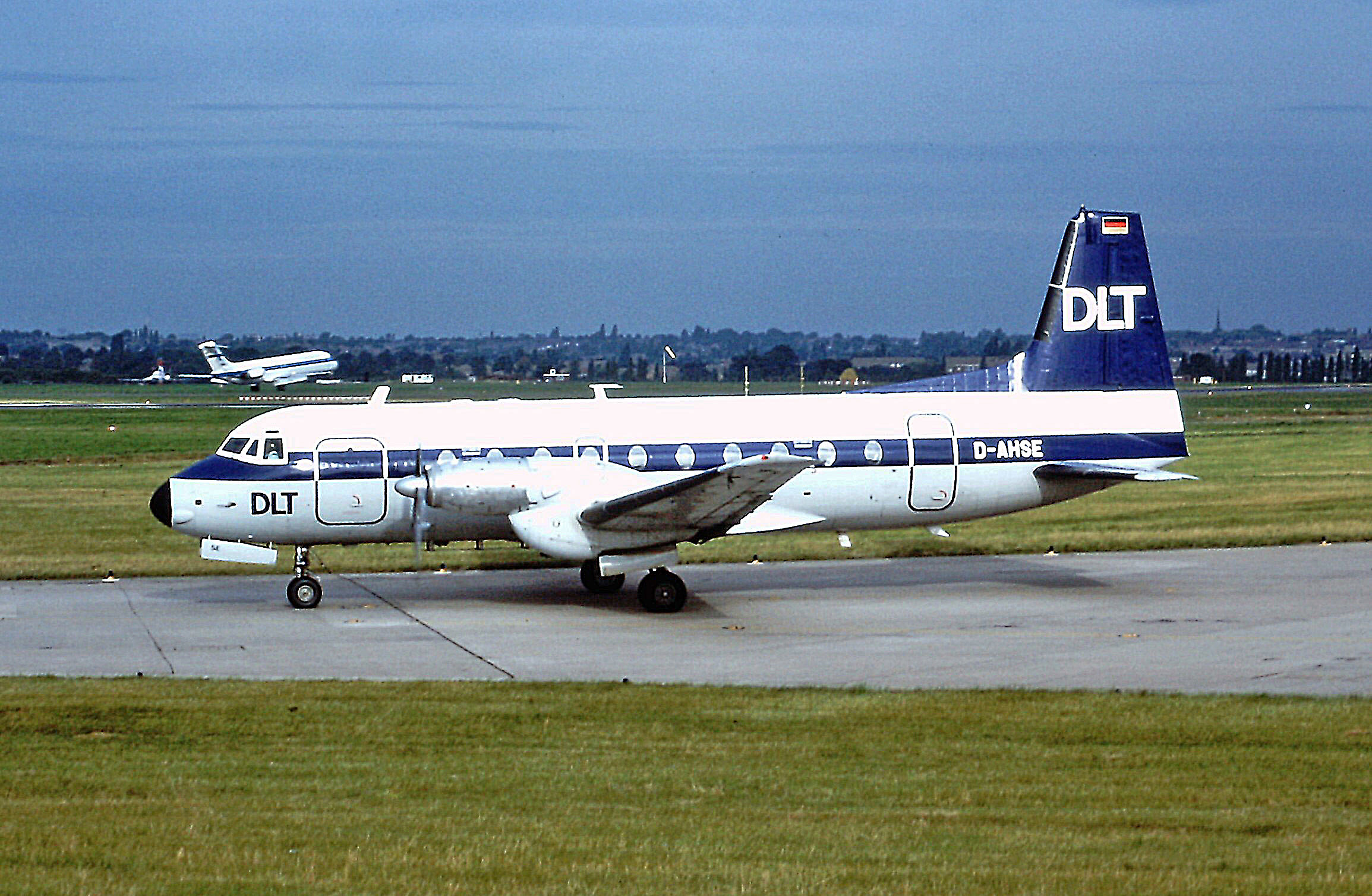
Eine HS 748 Series 2B der DLT, 1988

HS 748 Series 1
Erste Produktionsversion mit Dart-RDa.6-Mk-514-Triebwerken mit 1400 kW Leistung. 18 Stück gebaut.
HS 748 Series 2
Zweite Produktionsversion mit Dart RDa.7 Mk 531 mit 1568 kW Leistung.
HS 748 Series 2A: Version mit Dart RDa.7 Mk 532 2L mit 1700 kW Leistung. Ab Mitte 1967 produziert.
HS 748 Series 2B: letzte Version mit Dart RDa.7 Mk 536-2 mit 1700 kW Leistung und um 1,22 m vergrößerter Tragfläche, ab 1979 produziert.
Andover CC.Mk.2
Bezeichnung der HS 748 Series 2 bei der Royal Air Force (RAF), sechs gebaut für Verbindungsaufgaben (4) und den Transport der Queen (2).
HS 748E
gestreckte Version für 60 Passagiere, nicht gebaut.
BAe 748 Coastguarder
Einzelne Maschine für die Seeüberwachung
Macavia BAe 748 Turbine Tanker
Version als Feuerlöschflugzeug mit acht Tonnen Wasserkapazität. Erstflug des Prototyps im September 1987.
Super 748
Version, die von BAe ab 1985 für einen Stückpreis von fünf Millionen Pfund vermarktet wurde und mit verändertem Cockpit sowie Schalldämpfern für die Triebwerke ausgerüstet war.

### HAL 748
Name der indischen Lizenzproduktion der Avro/HS 748, 89 Stück gebaut durch Hindustan Aeronautics, Bangalore.

### HS 780
Andover C.Mk.1
Version der RAF zum Einsatz als Militärtransporter mit Heckladerampe. 31 Stück gebaut.
Andover C.Mk.1(PR)
Umgebaute C.Mk.1 für Open-Skies-Einsätze, eine umgebaut
Andover E.3
Version für Kalibrierungsaufgaben von Flughafenlandehilfen, sechs umgebaut.

### BAe ATP

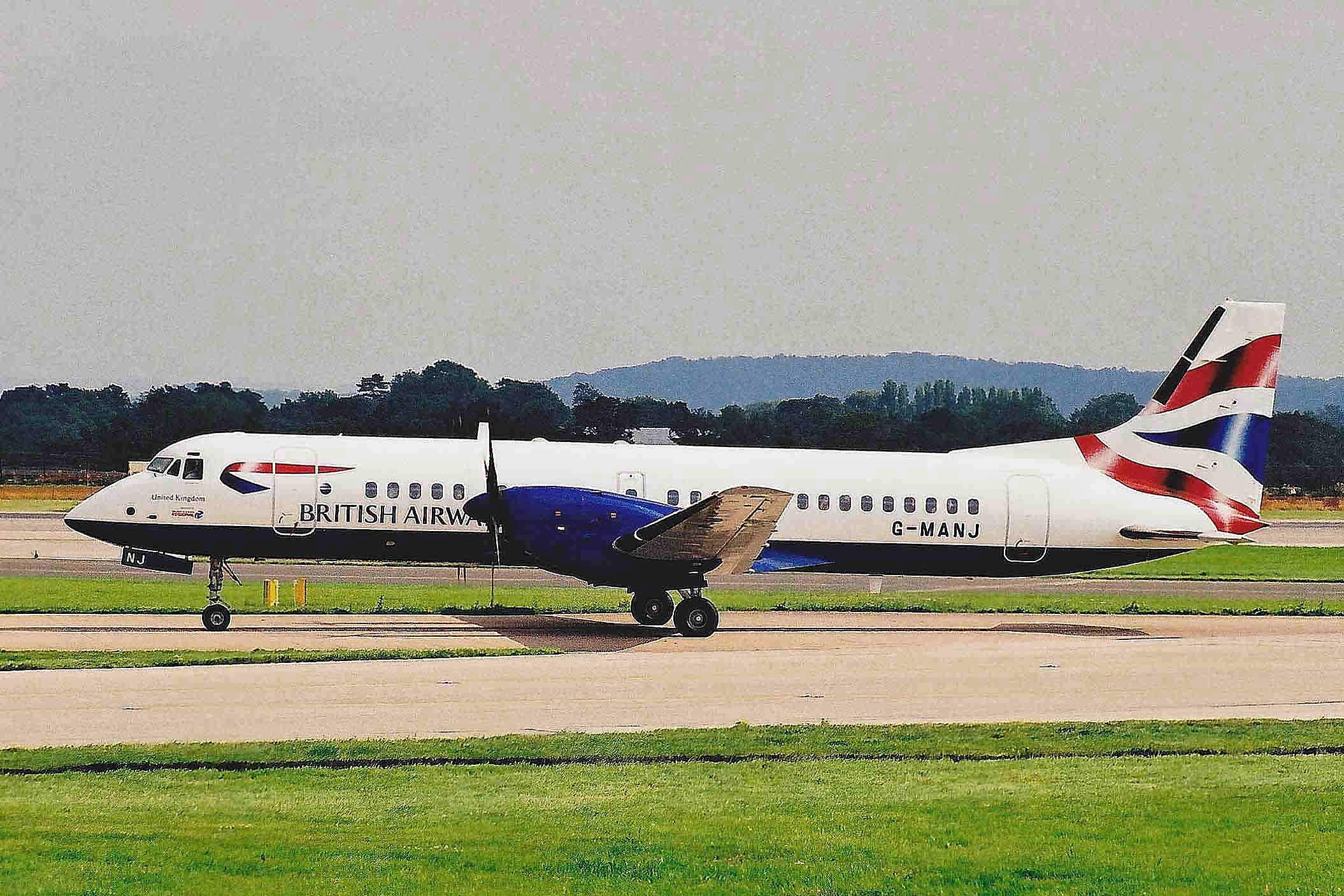
BAe ATP der British Airways, 2010

Die BAe ATP entstand als Weiterentwicklung der Hawker Siddeley 748. Aufgrund der Ölkrise und des zunehmenden Fluglärms erhoffte man sich gute Absatzmöglichkeiten für ein leises und sparsames Kurzstreckenflugzeug.
Dieser Typ erhielt einen verlängerten Rumpf und eine größere Spannweite. Kleinere Veränderungen betrafen unter anderem die Nase und die Fenster. Die Rolls-Royce Dart-Antriebe wurden gegen sparsamere Pratt & Whitney-Canada-PW126-Triebwerke ausgetauscht und ein neuer Propeller entwickelt.
Die BAe ATP absolvierte im August 1986 ihren Jungfernflug und wurde 1988 erstmals ausgeliefert. Zu diesem Zeitpunkt war das Marktsegment allerdings schon durch die de Havilland Canada DHC-8 und die ATR 42 besetzt, und bereits 1996 musste die Produktion nach 64 Exemplaren eingestellt werden.

## Militärische Nutzer
Argentinien
 Australien

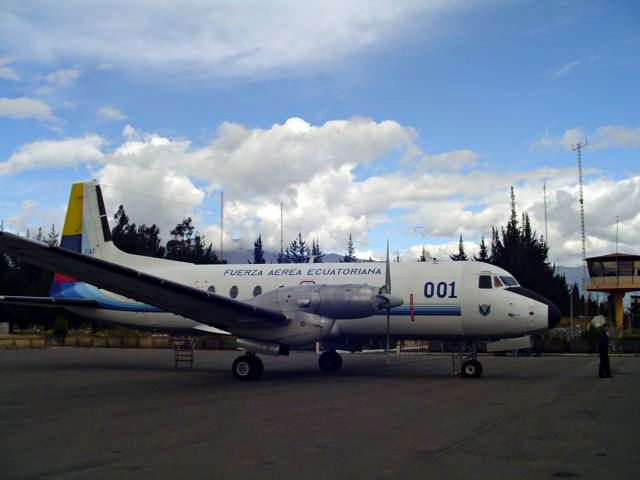
HS 748 der ecuadorianischen Luftwaffe

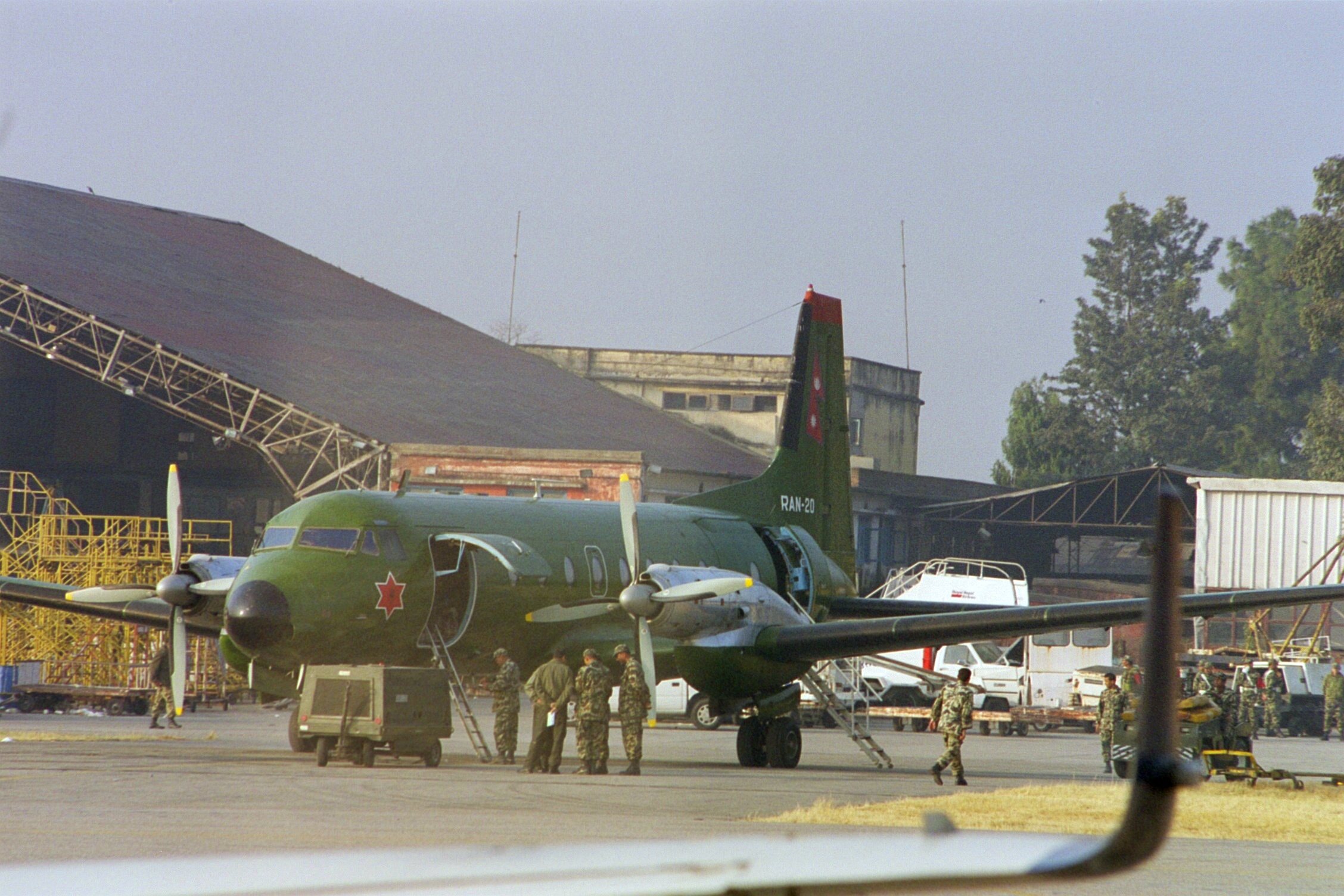
Nepalesische HS 748

- Royal Australian Air Force 1967–2004
- Royal Australian Navy 1973–2000

 Belgien3 ab 1976, 2001+2002 an Benin verkauft
 Benin
 Brasilien
- Força Aérea Brasileira 12 1962–2005

 Brunei
 Burkina Faso
 Chile
 Deutschland
- 7 Maschinen wurden von der Luftwaffe (1975–1994) gemeinsam mit der Bundesanstalt für Flugsicherung, dem staatlichen Vorläufer der heutigen (privatisierten) Deutschen Flugsicherung (DFS), unter Zivilkennzeichen mit militärischen Besatzungen zur Vermessung von Funkfeuern (VOR, TACAN, NDB) und Instrumentenlandesystemen auf den zivilen und militärischen Flughäfen der Bundesrepublik eingesetzt

 Ecuador
 Guinea-Bissau
 Indien
 Kolumbien
 Madagaskar
 Malaysia
 Nepal
 Neuseeland
 Südkorea
 Sambia
 Sri Lanka
 Tansania alle 3 verunglückt
 Thailand
 Vereinigtes Königreich
- Royal Air Force

 Venezuela

### Stationierungsorte in Deutschland
An zwei Standorten waren Maschinen des Typs für unterschiedliche Zeiträume in Deutschland stationiert: Die sieben Maschinen der deutschen Luftwaffe flogen vom Fliegerhorst Lechfeld aus. Bei der 60. Squadron der RAF Germany flogen zwischen Oktober 1971 und Anfang April 1992 einige Andover C.1 und CC.2 für Verbindungsflüge; sie waren auf der RAF Station Wildenrath stationiert.

## Zwischenfälle
Bezogen auf alle drei Varianten (HS 748, HAL 748 und HS 780 Andover C.1) kam es vom Erstflug am 24. Juni 1960 bis Februar 2023 mit den insgesamt 381 gebauten Maschinen zu 108 Totalverlusten (28,3 % der gebauten). Bei 46 davon kamen insgesamt 802 Menschen ums Leben.

## Technische Daten
| Kenngröße                            | HS 748 Series 2                           | BAe ATP                  |
| ------------------------------------ | ----------------------------------------- | ------------------------ |
| Besatzung                            | 2                                         | 2                        |
| Passagiere                           | 40–48                                     | 64                       |
| Länge                                | 20,42 m                                   | 26,00 m                  |
| Spannweite                           | 30,02 m                                   | 30,63 m                  |
| Höhe                                 | 7,57 m                                    | 7,14 m                   |
| Flügelfläche                         | 75,35 m²                                  |                          |
| Flügelstreckung                      | 12,0                                      |                          |
| Kabinenabmessung (L×B×H)             | ? × 2,46 × 1,92 m                         |                          |
| Nutzlast                             | 5.221 kg                                  |                          |
| Leermasse                            | 11.787 kg                                 |                          |
| max. Startmasse                      | 20.455 kg                                 | 22.930 kg                |
| max. Landemasse                      | 19.096 kg                                 | 22.930 kg                |
| Reisegeschwindigkeit                 | 462 km/h                                  | 496 km/h                 |
| Höchstgeschwindigkeit                |                                           |                          |
| Dienstgipfelhöhe                     | 7600 m                                    | 7600 m                   |
| Reichweite mit voller Zuladung       | 1100 km                                   | 1825 km                  |
| Startrollstrecke bei max. Startmasse | 1006 m                                    |                          |
| Landerollstrecke bei max. Landemasse | 605 m                                     |                          |
| Triebwerke                           | 2 × RR Dart RDa.7 Mk 536-2 mit je 1700 kW | 2 × PW126 mit je 1978 kW |